# Norra Vänersnäs skärgård
Norra Vänersnäs skärgård este o arie protejată (arie specială de conservare — SAC, sit de importanță comunitară — SCI, arie de protecție specială avifaunistică — SPA) din Suedia întinsă pe o suprafață de 799,7 ha, integral pe uscat.

## Localizare
Centrul sitului Norra Vänersnäs skärgård este situat la coordonatele 58°29′18″N 12°38′45″E / 58.4882°N 12.6459°E.

## Înființare
Situl Norra Vänersnäs skärgård a fost declarat arie de protecție specială avifaunistică în august 2012 pentru a proteja 6 specii de animale. Alte tipuri de protecție:
- sit de importanță comunitară (în ianuarie 1998)
- arie specială de conservare (în martie 2011)[1][3][4]

## Biodiversitate
Situată în ecoregiunea boreală, aria protejată conține 5 habitate naturale: Taiga vestică, Mlaștini împădurite, Lacuri eutrofice naturale cu vegetație de tip Magnopotamion sau Hydrocharition, Liziere de ierburi înalte hidrofile de câmpie și de nivel montan până la alpin, Mlaștini turboase de tranziție și turbării mișcătoare.
La baza desemnării sitului se află mai multe specii protejate de  păsări (6): erete de stuf (Circus aeruginosus), cufundar polar (Gavia arctica), vultur pescar (Pandion haliaetus), pescăriță mare (Sterna caspia), chiră de baltă (Sterna hirundo), Sterna paradisaea.